# Journal of Policy Analysis and Management
Journal of Policy Analysis and Management es una revista académica trimestral revisada por pares que cubre temas y prácticas en el análisis de políticas y la gestión pública. Fue establecido en 1981 y contiene reseñas de libros y un departamento dedicado a discutir ideas y temas de importancia para profesionales, investigadores y académicos. Es la revista oficial de la Asociación para el Análisis y la Gestión de Políticas Públicas y publicada por Wiley-Blackwell. El actual editor jefe es Erdal Tekin. Según Journal Citation Reports, la revista tiene un factor de impacto de 3,444 en 2017, ubicándose en el puesto 27 entre 353 revistas en la categoría "Economía" y en el quinto lugar entre 47 revistas en la categoría "Administración pública". 

## Historia
La Asociación para el Análisis y Gestión de Políticas Públicas estableció la Revista de Análisis y Gestión de Políticas en 1981 mediante la fusión de otras dos revistas: Análisis de Políticas (1975-1981) y Políticas Públicas (1940-1981).

## Editores en jefe
Las siguientes personas han sido editores en jefe del Journal of Policy Analysis and Management:
- July 2018: Erdal Tekin
- 2014-2018 Kenneth Couch
- 2004-2014 Maureen Pirog
- 1999-2004 Peter Reuter
- 1994-1999 Janet Rothenberg-Pack
- 1989-1994 Lee Friedman
- 1985-1989 David Weimer
- 1981-1985 Raymond Vernon

## Premio en memoria de Raymond Vernon
Cada año, la asociación otorga el premio Raymond Vernon Memorial al mejor artículo publicado en el volumen actual de la revista. El comité de selección del premio suele estar formado por el consejo editorial y Wiley-Blackwell cubre todos los gastos relacionados con el premio.

## Secciones de revista
La revista tiene cinco secciones especiales: Punto/Contrapunto, Retrospectivas de políticas, Práctica profesional, Métodos de análisis de políticas y Reseñas de libros. Estas secciones suelen publicar artículos más breves y especializados en esos temas.

## Métricas de revista
2024
- Web Science Group: 4.714
- Índice H de Google Scholar: 90
- Scopus: 2.754